# Piesacus magnus
Piesacus magnus là một loài bọ cánh cứng trong họ Cerambycidae.